# رسالة المنظمة
رسالة المنظمة (بالإنجليزية: Mission Statement)‏ هي بيان مقتضب مكتوب يوضح الهدف من الشركة أو المؤسسة. ومن الناحية المثالية، تقوم رسالة المنظمة بتوجيه أنشطة المنظمة، وتحديد هدفها الرئيسي، وتوفير الإحساس بالاتجاه، وتوجيه عملية صنع القرار على جميع مستويات الإدارة.

## حل نزاع أصحاب المصلحة
يمكن لرسالة المنظمة أن تستخدم في حل الخلافات بين أصحاب المصالح التجارية. ويدخل في أصحاب المصلحة: الموظفين - بما في ذلك من المديرين والمديرين التنفيذيين - والمساهمين ومجلس الإدارة والعملاء والموردين والموزعين والدائنين والحكومات (المحلية والدولية والاتحادية، الخ)، والنقابات، والمنافسين، والمنظمات غير الحكومية، وعامة الجمهور. ويؤثر أصحاب المصلحة ويتأثرون باستراتيجيات للمنظمة.
ووفقا لفيرن ماكجينز، ينبغي أن تكون الرسالة:
تحدد ماهية الشركة.
تحدد ما تتطلع الشركة إلى تحقيقه.
محدودة لاستبعاد بعض المشاريع.
واسعة بما يكفي للسماح بالنمو الخلاق.
تميز الشركة من جميع الشركات الأخرى.
تكون بمثابة الإطار لتقييم الأنشطة الحالية.
واضحة بحيث تكون مفهومة للجميع.

## الصياغة
بعض رسائل المنظمات تكون معقدة وطويلة وواسعة جدا، على سبيل المثال :
| رسالة المنظمة | 'منذ إنشائها في عام 1982، ولوس انجليس لاتينا بيزو ظلت في طليعة التمكين السياسي والمجتمعي المحلي من خلال تطوير القيادات المؤثرة التي تسعى إلى ممارسة المعرفة والقوة إلى نظرائها من أجل تحقيق النجاح المتبادل. لوس انجليس لاتينا بيزو ملتزمة بالتفوق الدراسي، وتنمية المهارات القيادية والتنوير الثقافي، ومعززة بعضوية مدركة متنوعة. وتسعى لوس انجليس لاتينا بيزو إلى صون وتعزيز بيئة قكرية شاملة لجميع أعضائها، بالإضافة إلى المجتمع العام. | رسالة المنظمة |

وفي المقابل، بعض رسائل المنظمات تكون بسيطة ومباشرة، على سبيل المثال :
| رسالة المنظمة | حماية وتعزيز مصالح سائقي الدراجات النارية في حين تخدم احتياجات أعضائها. | رسالة المنظمة |

والمثال النموذجي لرسائل المنظمات هو ما ورد في ديباجة دستور الولايات المتحدة :
| رسالة المنظمة | نحن شعب الولايات المتحدة، من أجل تشكيل اتحاد أكثر كمالا، وإقامة العدل، وضمان الاستقرار الداخلي، وتوفير للدفاع المشترك، وتعزيز الخير العام وتأمين نعم الحرية لأنفسنا وأجيالنا القادمة، ونقوم بإصدار ووضع هذا الدستور للولايات المتحدة الأمريكية. | رسالة المنظمة |

## قراءة إضافية
- هيوز ك. آخرون. 2005  أساسيات تكنولوجيا المعلومات.  التعليم العالي الصحافة. كرويدون، فيكتوريا. ردمك 0-86458-488-1.
- قلها وعشها : الـ 50 رسالة منظمة التي أصابت الهدف. باتريشيا جونز ولاري كاهنر. العملة دووبلدي. نيويورك، 1995. ردمك 9780385476300

1. ↑  Lambda Upsilon Lambda
2. ↑  American Motorcyclist Association
3. ↑  دستور الولايات المتحدة